# Collins, Iowa
Collins är en ort i Story County i Iowa. Vid 2010 års folkräkning hade Collins 495 invånare.